# Edvin Fliser
Edvin Fliser, slovenski pevec zabavne glasbe; * 26. oktober 1947, Šibenik.
Je eden najbolj prepoznavnih avtorjev slovenske popevke, avtor mnogih nagrajenih skladb ter priljubljen pevec zabavne glasbe. Na festivalu Slovenska popevka je prvič nastopil leta 1968. V svoji karieri je napisal ze preko 350 skladb za različne izvajalce. Velik del svojega časa namenja tudi odkrivanju mladih talentov, katerim je mentor, jim piše skladbe in jih usmerja v nadaljnji karieri.

## Uspešnice
- Tam, kjer sem doma
- Leti, leti lastovka
- Pesem za dinar
- Kjer se nasmeh konča
- Njej, ki sem jo ljubil
- Še eno rundo daj, točajka
- Moj Maribor
- Dežela Štajerska
- Otroci morja
- Muaja Pepka
- Solza, ki je ne prodam
- Muaje pesmi, muaje želje
- Veseli muzikant
- Valček je ples ljubezni
- Nekoč se bova srečala

## Nastopi na glasbenih festivalih

### Melodije morja in sonca
- 1978: Plavo morje je moj dom (Jože Privšek - Branko Šömen - Jože Privšek) - z Neco Falk
- 1979: Ho una bugia
- 1980: Steciva po stezah poletja
- 1981: Pa kaj se to dogaja v nas - s Sonjo Gabršček
- 1982: Najina pesem
- 1996: Vse moje misli
- 1997: Zapoj mi, morje